# Liste afrikanischer Maler
Die Liste afrikanischer Maler ist nach Staaten sortiert.

## Ägypten
- Ghada Amer (* 1963)
- Anna Boghiguian (* 1946)
- Farouk Hosny (* 1938)

## Algerien
- Baya (1931–1998)
- Louzla Darabi (* 1974)
- Fred Forest (* 1933)
- Rachid Koraichi (* 1947)

## Äthiopien
- Afewerq Gebre Iyesus (1868–1947)
- Alexander Boghossian (1937–2003)
- Gebre Kristos Desta (1932–1981)
- Agegnehu Engida (1905–1950)
- Julie Mehretu (* 1970)
- Afewerk Tekle (1932–2012)

## Benin
- Tchangodei (* 1957)

## Elfenbeinküste
- Frédéric Bruly Bouabré (1923–2014)
- Gilbert G. Groud
- Quattara Watts (* 1957)

## Eritrea
- Michael Adonai (* 1962)
- Beyene Haile (* 1941)

## Gambia
- Abraham Danso (* 1968)
- Isha Fofana (* 1965)
- Etu Ndow (1966–2014)
- Njogu Touray (* 1960)

## Kamerun
- Barthélémy Toguo (* 1967)

## Kap Verde
- Bela Duarte (1940–2023)
- Manuel Figueira (1938–2023)
- Tchalé Figueira (* 1953)

## Kenia
- Tonio Trzebinski (1960–2001)

## Kongo (Demokratische Republik)
- Bona Mangangu (* 1961)
- Chéri Samba (* 1956)

## Marokko
- Sadya Bairou (1963–2010)
- Pinchas Cohen Gan (* 1942)
- Hassan Glaoui (1923–2018)
- Abderrahman Meliani (* 1944)
- Chaïbia Talal (1929–2004)
- Frédéric Matys Thursz (1930–1992)

## Mosambik
- Bertina Lopes (1924–2012)
- Malangatana Ngwenya (1936–2011)

## Namibia
- Hans Anton Aschenborn (1888–1931)
- Dieter Aschenborn (1915–2002)
- Uli Aschenborn (* 1947)
- Adolph Jentsch (1888–1977)
- Helmut Lewin (1899–1963)
- Joe Madisia (* 1954)

## Niger
- Boubacar Boureima (* 1950)
- Rissa Ixa (* 1946)

## Nigeria
- Ibiyinka Alao (* 1975)
- Ben Enwonwu (1917–1994)
- Odili Donald Odita (* 1966)
- Ebele Okoye (* 1969)
- Nike Monica Okundaye (* 1951)
- Mike Omoighe (1958–2021)
- Twins Seven Seven (1944–2011)

## Senegal
- Iba N’Diaye (1928–2008)
- El Hadj Sy (* 1954)

## Simbabwe
- John Latham (1921–2006)
- Victor Mavedzenge (* 1974)

## Südafrika
- Leon Botha (1985–2011)
- Mbongeni Buthelezi (* 1965)
- Marlene Dumas (* 1953)
- Brigid Ibell (* 1958)
- Hanns Ludwig Katz (1892–1940)
- David Koloane (1938–2019)
- Wilhelm Langschmidt (1805–1866)
- Zwelethu Mthethwa (* 1960)
- Gerard Sekoto (1913–1993)
- Jules Sher (* 1934)
- Heino D. Tripmacker (1931–1985)
- Henk van Woerden (1947–2005)
- Jean Welz (1900–1975)

## Sudan
- Raschid Diab (* 1957)
- Ibrahim El-Salahi (* 1930)
- Amna Elhassan (* 1988)
- Ahmed Shibrain (1931–2017)
- Osman Waqialla (1925–2007)

## Tansania
- George Lilanga (1934–2005)
- Edward Saidi Tingatinga (1932–1972)

## Togo
- Sokey Edorh (* 1955)

## Tunesien
- Amar Ben Belgacem (1979–2010)
- Henri Kassagi (1932–1997)
- Abderrazak Sahli (1941–2009)
- Mahmoud Tounsi (1944–2001)

## Uganda
- Pilkington Ssengendo (* 1942)